# Fox Lake (Devon)
Fox Lake är en sjö i Kanada.   Den ligger i provinsen Nova Scotia, i den östra delen av landet, 1 000 km öster om huvudstaden Ottawa. Fox Lake ligger 108 meter över havet. Arean är 0,49 kvadratkilometer. Den sträcker sig 0,8 kilometer i nord-sydlig riktning, och 1,0 kilometer i öst-västlig riktning.
I omgivningarna runt Fox Lake växer i huvudsak blandskog. Runt Fox Lake är det ganska glesbefolkat, med 21 invånare per kvadratkilometer.